# کورتانه
کورتانِه (به فنلاندی: Kuortane) یک منطقهٔ مسکونی در فنلاند است که در اوستروبوتنیای جنوبی واقع شده‌است.